# Yvon Michiels
Yvon Michiels, alias « Jean Sarment » pour la résistance, né 26 juin 1909 et mort en 1982, est un chef d'entreprise, un tailleur qui est un membre de la résistance durant la Seconde Guerre mondiale. Tout d'abord au sein du Groupe Zéro et par la suite, au sein du Réseau Comète dont il assure, en succédant à Antoine d'Ursel « grillé » à Bruxelles, la coordination pour la Belgique, de juin 1943 à mai 1944.

## Éléments biographiques
Yvon Michiels nait dans une famille de commerçants, le 26 juin 1909, de Joseph Ernest Michiels et de Blondine Christophe qui s'étaient mariés, à Bruxelles, le 16 septembre 1908. Le 1er novembre 1913, son frère, Georges, nait à Bruxelles.
Il épouse Suzanne Dujardin et est père de cinq enfants. Il est le fils ainé d'une famille qui tient une grande enseigne de confection installée depuis le milieu du XIXe siècle, rue Haute à Bruxelles. 

### Seconde Guerre mondiale
Officier de réserve, le major Yvon Michiels entre de bonne heure dans la résistance. En novembre 1940, il intègre le Service de renseignement Zéro et rencontre William Ugeux. Il reçoit l'indicatif « 0.17 ». William Ugeux l'affecte en priorité au renseignement militaire. En février 1942, Yvon Michiels a tellement développé son sous-réseau à travers toute la Belgique que l'on parle désormais du « secteur 0.17 ». À son apogée, le secteur 0.17 a compté 430 membres. Lorsqu'Yvon Michiels sera contraint de rallier Londres, le 15 mai 1944, c'est Fernand Vuylsteek qui reprendra la coordination du secteur 0.17 qui restera actif jusqu'à la libération de la Belgique.
Après guerre, interrogé sur les raisons de son implication précoce dans le service Zéro, il répond : « Ne pas avoir accepté cette bête défaite. Avoir participé à cette débâcle et en être humilié. Vouloir continuer à tous crins (…) On change de personnalité quand on revêt un uniforme et quand on vient de l’enlever, même après une raclée, on conserve encore un peu cette mentalité. Le militaire est par essence, revanchard, c’est évident. Même les militaires d’occasion étaient revanchards aussi parce qu’ils sortaient d’en prendre. ».
En août 1942 via Jacques Donny, il croise la route du Réseau Comète et collabore avec Jean Greindl puis son successeur, Antoine d'Ursel. Lorsqu'il collabore avec Jean Greindl qui est en train de structurer le réseau pour drainer vers de grandes villes les aviateurs alliés tombés en territoire occupé et, de là, vers Bruxelles où démarre la filière, Yvon Michiels le seconde et crée des têtes de pont dans plusieurs villes du royaume,.
En juin 1943, après l'arrestation de Frédéric De Jongh à Paris et le fait qu'Antoine d'Ursel soit « grillé » à Bruxelles, le réseau est, une nouvelle fois, totalement désorganisé. Jean-François Nothomb, le chef du réseau Comète depuis l'arrestation d'Andrée De Jongh, accepte qu'un agent du SOE soit envoyé à Paris depuis Londres, Jacques Le Grelle. À Bruxelles, c'est Yvon Michiels qui reprend la coordination assisté de Jules Dricot, « Deltour », et avec l'aide précieuse de Micheline Dumon, « Lily », la sœur d'Andrée Dumon, « Nadine », arrêtée en 1942. Yvon Michiels recrute également de nombreux résistants de son précédent réseau dont Albert Mattens, « Jean-Jacques ».
Début juillet 1943, Yvon Michiels rencontre pour la première fois le chef du réseau, Jean-François Nothomb à Orval. Antoine d'Ursel et Théodore d'Oultremont sont également présents. Face à la recrudescence des contrôles nazis, il est de plus en plus difficile de continuer à prendre les moyens de transport empruntés jusqu'ici pour traverser la frontière franco-belge. L'objectif de la réunion est de mettre en place de nouveaux points de passage pour la filière pour éviter les endroits critiques.
Le 15 avril 44, il rencontre Jean de Blommaert et José Grimar, adjoint d'Yvon Michiels, à Paris pour jeter les bases de la Mission Marathon. Le 12 mai 1944, José Grimar est arrêté. Yvon Michiels est désormais trop exposé, le 15 mai 1944, Yvon Michiels est à son tour contraint de rejoindre l'Angleterre.

### Après la guerre
Dans l'immédiat après-guerre, il accompagne Jacques Le Grelle qui, de retour des camps, mène une enquête à Paris à propos de deux délateurs du réseau, Jacques Desoubrie et Maurice Grapin qui ont fait tomber des dizaines de résistants.

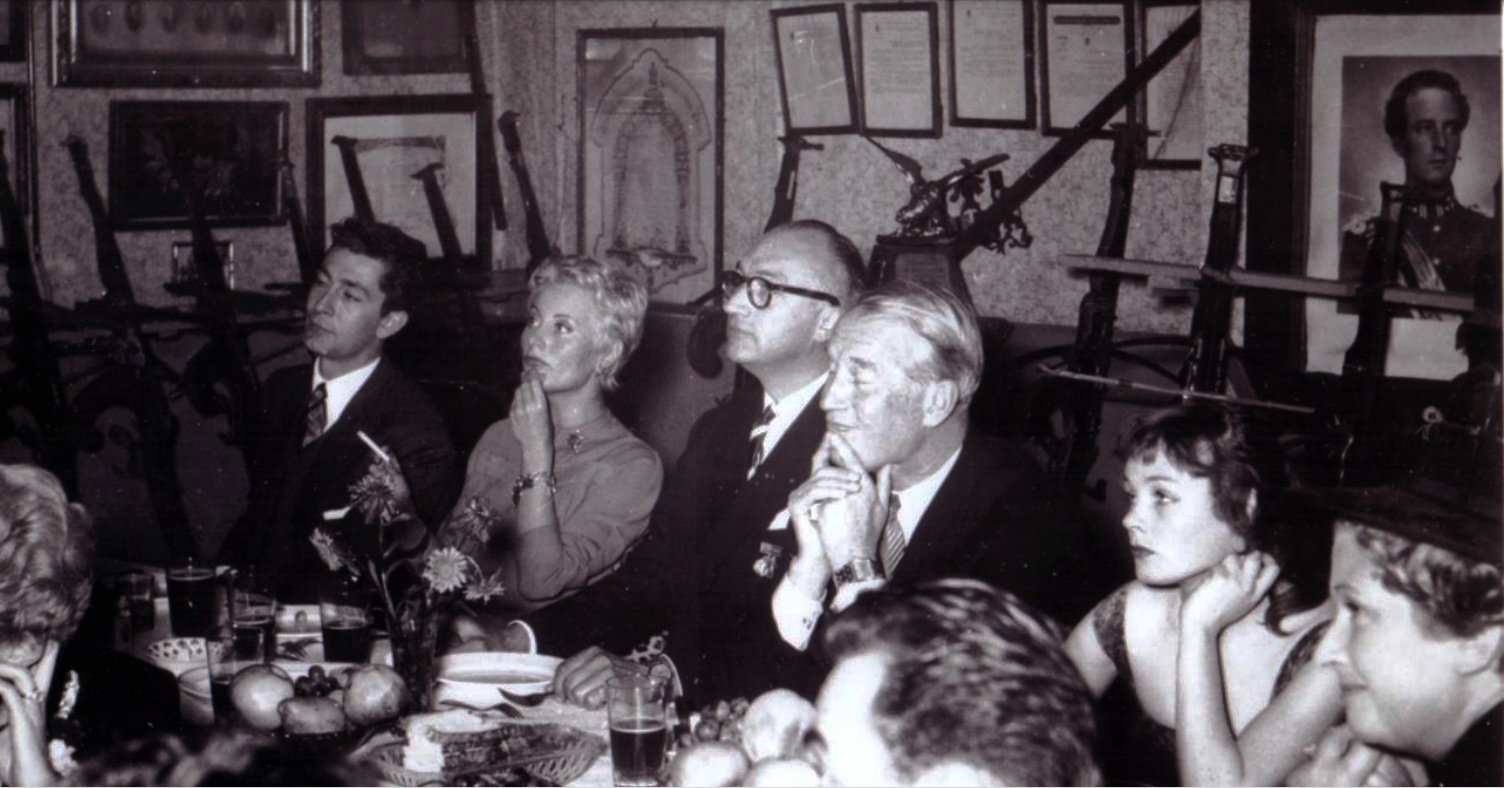
Yvon Michiels en septembre 1953 (au centre avec les lunettes), à sa droite Michèle Morgan et à sa gauche, Maurice Chevalier.

Très investi dans la vie de son quartier de Bruxelles, les Marolles, et dans son groupement de commerçants, il organise ainsi, en septembre 1953 une quinzaine du cinéma français et parvient à y attirer de grands noms de l'époque.

## Reconnaissances
- Major ARA[12].
- Médaille de la Liberté avec palme d'argent[réf. souhaitée].